# اچ‌ام‌اس دانکن (دی۳۷)
اچ‌ام‌اس دانکن (دی۳۷) (به انگلیسی: HMS Duncan (D37)) یک کشتی است که طول آن ۱۵۲٫۴ متر () می‌باشد. این کشتی در سال ۲۰۱۰ ساخته شد.